# Pietroșani, Teleorman
Pietrosani là một xã thuộc hạt Teleorman, România. Dân số thời điểm năm 2002 là 3453 người.